# Стадницький (прізвище)
Стадни́цький українське (також польське — пол. Stadnicki та російське — рос. Стадницкий) прізвище, що етимологічно походить від слова стадник (пастух). Прізвище посідає 13932-е місце за поширеністю в Україні і налічує станом на 20 січня 2019 року 354 носії. Географічно прізвище найбільш поширене на Львівщині. Жіночий варіант прізвище — Стадницька.

## Відомі носії
- Стадницький Тарас Ярославович (нар. 19 травня 1983 р., с. Боброїди, Жовківського району, Львівської області) — український комічний актор, гуморист, шоумен, телеведучий.
- Стадницький Михайло (1747—1797) — єпископ Української Греко-Католицької Церкви, єпископ Луцький і Острозький.
- Станіслав Стадницький (зигвульський староста) (бл. 1551 — 4 серпня 1610) — шляхтич гербу Шренява Перемишльської землі Руського воєводства, староста сігулдський (зиґвульський), кальвініст.